# ژابلیاک
شهر ژابلیاک (به روسی: Жабљак) در کشور مونته‌نگرو واقع شده‌است. جمعیت این شهر ۱٬۹۳۷ نفر  است. در تاریخ ۱۸۷۰ به عنوان شهر شناخته شد.